# Амрахов, Маис Исраил оглы
Маис Исраил оглы Амрахов — азербайджанский историк, доктор исторических наук, профессор, заведующий отделом «Истории Азербайджанской Республики» Института истории и этнологии Национальной академии наук Азербайджана.

## Биография
Родился 2 мая 1948 года в селе Джафарабад Шекинского района. В 1970 году с отличием окончил исторический факультет Азербайджанского государственного педагогического института (ныне Азербайджанский государственный педагогический университет). В 1984 году защитил кандидатскую диссертацию («Народное образование в Азербайджане в годы Великой Отечественной войны. 1941-1945 гг.»), а в 2006 году — докторскую диссертацию («Культура Азербайджана в годы Второй мировой войны»).

## Трудовая деятельность
С 1970 по 1973 год — учитель истории в школе села Джафарабад Шекинского района.
С 1973 по 1979 год он был директором школы села Гёйбулаг.
В 1979-1989 годах - инструктор, заведующий кабинетом политического воспитания, заведующий отделом пропаганды и агитации Шекинского горкома партии.
С 1989 по 1991 год — директор профессионально-технического училища № 43 в городе Шеки.
В 1992 году стал преподавателем Шекинского филиала Главного института ПКИА и МХ.
1992-1994 гг. - методист и инспектор Шекинского городского отдела образования.
С 1994 по 1998 год — старший советник и начальник отдела Исполнительной власти города Шеки.
В 1999 году работал методистом и заведующим канцелярией в Главном институте ПКИА и МХ.
В 2000 году стал старшим методистом Республиканского научно-методического центра Министерства образования Азербайджанской Республики.
С 2001 по 2006 год был заведующим отделом Шекинского филиала Азербайджанского института учителей.
С 2007 по 2009 год — заместитель директора по дополнительному образованию Шекинского филиала Азербайджанского института учителей.
С 2009 года – профессор кафедры «История тюркских и восточноевропейских народов и методика преподавания истории» Азербайджанского государственного педагогического университета[2].
С 2019 года – заведующий отделом Института истории и этнологии им. А.А.Бакиханова НАНА.

## Книги
- Азербайджанская культура во время Второй мировой войны. Баку, "Элм", 2004, 336 с.
- Национально-освободительное движение в Азербайджане в XX веке. Баку, "АДПУ", 2009, 364 с.
- Вторая мировая война. 1939-1945. Баку, "Mütərcim", 2010, 549 с.[3]
- Очерки истории второй мировой войны. Баку, "АДПУ", 2015, 393 с.[4]
- Армянский фашизм на службе гитлеровского фашизма (1939-1945). Баку, "Turxan NPB", 2020, 406 с.
- Азербайджанская ССР во Второй мировой войне (1939-1945). Баку, "İdeal-Print", 2021, 969 с.
- От поражения к победе: путь ко Второй Карабахской - Отечественной войне в военных, политических, дипломатических и экономических отношениях (1988-2020 гг.). Баку, "BİROL GROUP", 2022, 561 с.